# Parco nazionale Cheile Nerei - Beușnița
Il parco nazionale Cheile Nerei - Beușnița (in romeno Parcul naţional Cheile Nerei - Beușnița) è un'area naturale protetta che si trova nel sud ovest della Romania. Istituito nel 2000.